# Лесная хартия
Лесная ха́ртия (англ. Charter of the Forest, The Forest Charter, лат. Charta de Foresta, Carta de Foresta) — законодательный акт, обнародованный королём Англии Генрихом III. В 1225 году в формулировки хартии были внесены незначительные изменения. Лесная хартия представляла собой дополнение к Великой хартии вольностей 1215 года и пересматривала положения законов о королевских лесах, расширяя права фрименов и смягчая систему наказаний за нарушения королевских лесных привилегий. Хотя Лесная хартия рассматривалась как часть Великой хартии вольностей уже с 1225 года, они были официально объединены только актом подтверждения хартий 1297 года. Отдельные положения Лесной хартии сохраняли силу закона вплоть до 1971 года, когда были замещены Законом о диких животных и лесах.

## Исторический фон
К началу царствования Генриха III около трети всей территории Англии пребывало в статусе королевского леса, что означало неприкосновенность этих земель для подданных и жестокие наказания за нарушения королевских привилегий. Денежные штрафы за такие нарушения составляли одну из главных статей дохода казны, браконьерство и в частности охота на оленей карались смертной казнью или нанесением увечья. Начиная с XII века в понятие королевского леса, кроме собственно покрытой деревьями земли, входили и другие земли — луга, пустоши, водно-болотные угодья, реки и ручьи, а также культивируемые земли — поля, сады, фермы и деревни вместе с соединяющими их дорогами. Экспроприация земель в королевское владение, начавшаяся ещё при первом короле норманской династии, Вильгельме Завоевателе, достигла угрожающего размаха при Генрихе II и его сыновьях Ричарде и Джоне.
После принятия королём Джоном в 1215 году Хартии вольностей и её нового подтверждения в 1216 году, очередное подтверждение должно было состояться в 1217 году, после восхождения на престол малолетнего наследника Джона — Генриха III. Добавление к тексту хартии нового, 20-го параграфа, касающегося отмены учреждённых после царствования Генриха II рыболовных заповедников по берегам рек, по мнению экспертов, свидетельствует о том, что пересмотр положений этой хартии шёл одновременно с составлением новой, которая должна была дополнять первую. Новый документ получил название «Лесная хартия» (лат. Charta de Foresta или Carta de Foresta).

## Ключевые положения
Лесная хартия, подписанная девятилетним Генрихом II, регентом при котором был Уильям Маршал, 6 февраля 1217 года, состояла из 17 параграфов. Она отменяла все акты об отторжении земель у частных владельцев в пользу короны, принятые при деде Генриха III, и все постановления о присвоении любым землям статуса королевского леса, принятые его дядей Ричардом и отцом. Другие земли, носившие статус королевского леса, его сохраняли, но при этом объявлялась свобода таких действий, как выпас скота. Если свободный человек владел участком, вокруг которого располагался королевский лес, он сохранял права на вырубку деревьев, строительство мельниц, рыбных садков и прудов, а также распашку земли под посевы. Королевские леса объявлялись открытыми для выпаса свиней и прочего скота, сбора дерева и торфа для очага и выжига древесного угля.
Отменялась смертная казнь за браконьерство, в том числе охоту на оленей; также отменялось распространённое в качестве менее жестокого наказания нанесение увечья. В качестве альтернативных наказаний утверждались денежные штрафы, а для неимущих тюремное заключение сроком на один год и один день. В редакции 1225 года в хартию был добавлен текст о введении особого налога в обмен на даруемые права.

## Значение
В первые годы после подписания обеих хартий сначала сам Генрих III, а затем его наследник Эдуард I неоднократно пытались отказаться от данных в них обещаний, однако каждый раз противостояние с феодалами кончалось новым актом подтверждения. Появление «малой» Лесной хартии привело к тому, что начиная с февраля 1218 года применительно к её предшественнице в обиход вошёл термин «Великая хартия» (лат. Magna Carta). После утверждения редакций Великой и Лесной хартий 1225 года они всегда рассматривались совместно, пока в 1297 году в ходе очередного подтверждения хартий не были объединены официально. К началу XXI века сохранились только две оригинальных копии Лесной хартии 1217 года и три оригинальных текста редакции 1225 года.
Коренным отличием Лесной хартии от её предшественницы было то, что если хартия 1215 года даровала «вольности» баронам, то положения документа 1217 года распространялись на всех свободных жителей Англии (фрименов), в том числе представляя свободным простолюдинам определённую защиту от беззаконных действий аристократов. Лесная хартия рассматривается некоторыми юристами как провозвестник права на безусловный базовый доход, поскольку она гарантировала людям доступ к общественной собственности, одновременно создавая условия для её защиты от злоупотребления. Положения Лесной хартии (как и Великой хартии вольностей) многократно подтверждались различными английскими, а затем британскими монархами на протяжении восьми столетий. Она сохраняла формальный статус закона в Англии вплоть до 1971 года, пока её место в английском праве не занял Закон о диких животных и лесах (англ. Wild Creatures and Forest Laws Act (отдельные её пункты постепенно переносились в другие законы британским парламентом начиная с XVI века). При этом положения Лесной хартии продолжают использоваться как аргумент в правовых спорах; так, в 2015 году на неё ссылались в обращении в Комиссию по лесному хозяйству Великобритании, доказывая, что она гарантирует права на выпас овец в лесу Дин.